# مجمع سری (رمان)
مجمع کاردینال‌ها یا مجمع سری (انگلیسی: Conclave) اثر رابرت هریس نویسنده بریتانیایی است که در سال ۲۰۱۶ منتشر شد. داستان کتاب در زمینه مرگ یک پاپ و برگزاری مجمع انتخاب پاپ برای انتخاب جانشین او می‌گذرد.
فیلمی که بر اساس این کتاب ساخته شده، با بازی ریف فاینز، به کارگردانی ادوارد برگر و نویسندگی پیتر استران، در ۲۵ اکتبر ۲۰۲۴ در ایالات متحده توسط فوکس فیچرز به‌طور رسمی اکران شد.